# Покровская церковь (Антоновка)
Покровская церковь — православный храм и памятник архитектуры местного значения в Антоновке.

## История
Решением исполкома Черниговского областного совета народных депутатов от 26.06.1989 № 130 присвоен статус памятник архитектуры местного значения с охранным № 53-Чг под названием Покровская церковь. Установлена информационная доска.

## Описание
Покровская церковь построена в период 1889-1912 годы в русско-византийском стиле рядом с деревянной церковью на холме, что на перекрёстке пяти улиц. В 1914 году храм был освящён в честь Покровы Богородицы.
Каменная, неоштукатуренная, пятиглавая, крестово-купольная церковь, удлинённая по оси запад—восток. С востока к центральному объёму (нефу) примыкает вытянутая округлая апсида, перекрытая куполом. По углам ветвей креста примыкает 4 объёма (прируба), а по обе стороны апсиды — объёмы (камеры) меньшие по высоте. С севера и юга к нефу примыкают приделы. Имеет три входа (западный, северный, южный) с арочными навесами на 2 колонах. С запада через крытую галерею примыкает трёхъярусная колокольня высотой 45 м — четверик, несущий цилиндр на восьмерике, завершается гранёным куполом. Венчает храм купол на цилиндрическом световом барабане, над угловыми прирубами также купола на цилиндрических световых барабанах, но меньшего размера. Оконные проёмы арочные. Арочные оконные проёмы, расчленённые спаренными полуколоннами, барабанов глав и верхнего яруса колокольни образовывают аркатурный пояс, опасывающий их цилиндрическую форму — что имеет сходство с восьмериком. Подкупольный свод образовывают арочные перекрытия.
В декоре фасадов использована орнаментальная кирпичная кладка, также храм украшают спаренные полуколонны, лопатки, аркатурный фриз.
В 1920-е годы храм был закрыт, использовался как склад.
В 1993 году храм был повторно освящён. Возобновлено богослужение. Были проведены ремонтно-реставрационные работы.

## Видеоматериалы
На сервисе «Youtube» есть видео телеканала «Украина», посвященное храму — Україна інкогніта: Покровський храм у Антонівці Архивная копия от 14 февраля 2022 на Wayback Machine